# Прихована реклама
Прихо́вана рекла́ма — рекламна інформація про особу, товар або послугу у ЗМІ, яка подається у вигляді звичайного журналістського матеріалу. Тобто публікується (або транслюється) поза розділом «Реклама» і без позначки «На правах реклами». Таким чином, читачі (глядачі) не підозрюють, що їм пропонується рекламний матеріал, а отже сприймають його з більшою довірою.
Рекламна функція здійснюється не прямолінійно, а в завуальованій формі, не використовуючи прямих каналів поширення рекламних засобів і не вказуючи безпосередньо рекламодавця. Вдалі дії в області непрямої реклами дозволяють отримати набагато більше місця в пресі, часу в ефірі, ніж купити за такі ж гроші (пряма платна реклама).

## Види
- журналістський матеріал — новина, окрема стаття чи сюжет, інтерв'ю з представником компанії або її задоволеними споживачами, репортаж з події, організатором якої є замовник або ж до якої він певним чином причетний тощо;
- коментар — включення до, на перший погляд, не пов'язаного безпосередньо з замовником журналістського матеріалу (приміром, тематичної статті, репортажу тощо) коментаря особи, певним чином причетної до замовника реклами, в якому міститься не тільки згадка замовника, але й схвальні відгуки, важливе для нього комерційне повідомлення абощо;
- згадка — включення до журналістського матеріалу схвального згадування про замовника в контексті теми матеріалу.

## Ознаки
До ознак прихованої реклами можна віднести:
- завуальованість реклами;
- відсутність ідентифікації тексту як рекламного. Тобто розміщення його без позначок «Реклама» або «На правах реклами»;
- стилістична відмінність матеріалу від решти, розміщених у виданні/програмі. Зазвичай, кожен засіб масової інформації намагається вибудувати власний стиль матеріалів, принципи та формат подачі інформації. Ці риси вирізняють його з-поміж інших ЗМІ, роблять пізнаванним у свідомості читачів. Піар-спеціалісти замовника реклами часто самостійно пишуть тексти замовних матеріалів. При цьому, зовсім не враховують особливості формату і специфіки видання. Тож їхні тексти разюче відрізняються від справжніх журналістських.
- розміщення логотипу, контактних даних або реквізитів компанії, про яку йдеться в матеріалі. У справжніх журналістських матеріалах це не допускається;
- авторство журналіста, який раніше ніколи не співпрацював зі ЗМІ або робить це вкрай рідко. Журналіст з іменем навряд погодиться ставити під замовним матеріалом своє прізвище, адже це ганьбить його у колі колег;
- в матеріалі згадується лише одна компанія, наводяться коментарі лише її представників, клієнтів тощо (особливо яскраво це помітно в а-ля тематичних матеріалах, присвячених певній проблемі чи тенденції). Це є елементарним порушенням принципів журналістської роботи, відповідно до яких слід всебічно висвітлювати питання, наводити коментарі людей, які можуть дотримуватися протилежних поглядів;
- у матеріалі окреслюється проблема, а її вирішення пов'язане з певним брендом;
- матеріал являє собою «тест-драйв» із однозначно позитивними результатами;
- матеріал повністю присвячений економічним досягненням бренду;
- у матеріалі йдеться про успіхи бренду/підприємства у царині доброчинності[1].

## Регулювання
Відповідно до ст. 9 ЗУ «Про рекламу» використання прихованої реклами заборонено. Саме поняття в ст. 1 цього закону визначається так: «Прихована реклама — це інформація про особу чи товар у програмі, передачі, публікації, якщо така інформація слугує рекламним цілям і може вводити в оману осіб щодо дійсної мети таких програм, передач, публікацій». Фахівці наголошують на тому, що визначення поняття «прихована реклама» в українському законодавстві неточне. По-перше, воно не містить переліку характерних ознак прихованої реклами. По-друге, є дуже подібним до визначення поняття «недобросовісна реклама».

## Приклади
- Отдых за рубежом: как не потратить лишнего?. «Комсомольская правда в Украине». 10.08.2010 — реклама горілки від Nemiroff[недоступне посилання з липня 2019] (рос.)
- Праздник огня и воды. «Комсомольская правда в Украине». 6.07.2010 — реклама горілки з перцем від Nemiroff (рос.)
- Как избежать гриппа и простуд без вакцин и медикаментов? «Комсомольская правда в Украине». 30.11.2010 — реклама горілки Nemiroff (рос.)
- Встречаем Новый год по правилам."Комсомольская правда в Украине". 21.12.2010 — реклама горілки від Nemiroff (рос.)
- Ах, эта свадьба… «Комсомольская правда в Украине». 14.10.2010 — реклама компанії Nemiroff (рос.)
- Найдено средство от гриппа и простуды. «Комсомольская правда в Украине». 13.12.2010 — реклама компанії Nemiroff[недоступне посилання з липня 2019] (рос.)